# Starkville (Misisipi)
Starkville es una ciudad del condado de Oktibbeha, Misisipi, Estados Unidos. Según el censo de 2000 tenía una población de 21.869 habitantes y una densidad de población de 328.7 hab/km².

## Demografía
Según el censo de 2000, había 21.869 personas, 9.462 hogares y 4.721 familias residiendo en la localidad. La densidad de población era de 328,7 hab./km². Había 10.191 viviendas con una densidad media de 153,2 viviendas/km². El 64,60% de los habitantes eran blancos, el 30,02% afroamericanos, el 0,15% amerindios, el 3,75% asiáticos, el 0,04% isleños del Pacífico, el 0,64% de otras razas y el 0,80% pertenecía a dos o más razas. El 1,34% de la población eran hispanos o latinos de cualquier raza.
Según el censo, de los 9.462 hogares en el 24,1% había menores de 18 años, el 34,1% pertenecía a parejas casadas, el 13,0% tenía a una mujer como cabeza de familia, y el 50,1% no eran familias. El 32,1% de los hogares estaba compuesto por un único individuo, y el 6,3% pertenecía a alguien mayor de 65 años viviendo solo. El tamaño promedio de los hogares era de 2,24 personas y el de las familias de 2,92.
La población estaba distribuida en un de habitantes menores de 18 años, un entre 18 y 24 años, un de 25 a 44, un de 45 a 64, y un de 65 años o mayores. La media de edad era años. Por cada 100 mujeres había hombres. Por cada 100 mujeres de 18 años o más, había hombres.
Los ingresos medios por hogar en la localidad eran de 22.590 dólares ($), y los ingresos medios por familia eran 39.557 $. Los hombres tenían unos ingresos medios de 35.782 $ frente a los 21.711 $ para las mujeres. La renta per cápita para la ciudad era de 16.272 $. El 31,1% de la población y el 18,1% de las familias estaban por debajo del umbral de pobreza. El 28,3% de los menores de 18 años y el 16,8% de los habitantes de 65 años o más vivían por debajo del umbral de pobreza.

## Geografía
Según la Oficina del Censo de los Estados Unidos, Starkville tiene un área total de 66,9 km² de los cuales 66,5 km² corresponden a tierra firme y 0,4 km² a agua. El porcentaje total de superficie con agua es 0,58%.